# 恵比寿★マスカッツ 全国暴走ツアー2016〜タイホしちゃって♡〜 恵比寿LIQUID ROOM
『恵比寿★マスカッツ 全国暴走ツアー2016〜タイホしちゃって♡〜 恵比寿LIQUID ROOM』（えびすマスカッツ ぜんこくぼうそうつあー2016〜たいほしちゃって♡ 〜えびすりっきどるーむ）は、恵比寿★マスカッツ初のライブビデオ。

## 概要
- 2016年8月12日に行われた恵比寿★マスカッツ全国暴走ツアー2016〜タイホしちゃって♡〜のライブ映像及び全国10都市11公演（2016年6月5日 - 8月12日）、結成以来、初めての全国ツアーに挑んだ彼女たちのオフショットやインタビュー、地方公演の模様などをDVD収録した作品である。
- 出演:恵比寿★マスカッツ、 山本高広・福田彩乃（ライブMC）、オラキオ（ゲスト）、大久保佳代子（スペシャルゲスト）[1]。

## 収録曲

### DISC1
1. バイバイダーリン
2. Sexy Beach Honeymoon
3. ビビる-Bodyで-Boo
4. TOKYOセクシーナイト
5. WON'T BE LONG
6. 【マスカッツ爆笑セレクション】
辻本杏/小島みなみ・天使もえ・桃乃木かな/葵つかさ/スーブー/明日花キララ
7. Pressure Bomber
8. バナナ・マンゴー・ハイスクール
9. Sexy Beach Honeymoon
10. 【恵比寿★マスカッツ 延長戦】
恵比寿★マスカッツ 2016 年間MVP発表
11. アンコール TOKYOセクシーナイト
12. アンコール Sexy Beach Honeymoon

### DISC2
ドキュメント「恵比寿★マスカッツ 初めての全国ツアー〜涙と笑顔の舞台裏〜」全国10都市11公演（2016年6月5日 - 8月12日）

## 盤形態
- PCBP-53223、￥6,000+税。